# 蜗儿菜
蜗儿菜（学名：Stachys arrecta）为唇形科水苏属下的一个种。

## 扩展阅读
- 維基物種上的相關：蜗儿菜